# Nemesio Pozuelo
Nemesio Pozuelo, ros. Немесио Немесьевич (Михаил Михайлович, Миша) Посуэло (ur. 7 lipca 1940 w Charkowie, Ukraińska SRR) – rosyjski piłkarz pochodzenia hiszpańskiego, grający na pozycji napastnika, trener piłkarski.

## Kariera piłkarska

### Kariera klubowa
Syn hiszpańskich uchodźców. Jego ojciec był członkiem Komitetu Centralnego Komunistycznej Partii Hiszpanii, a matka zmarła na raka kiedy Pozuelo miał 7 lat. Po śmierci matki (ojciec był w Hiszpanii) został przydzielony do sierocińca w Iwanowo, gdzie zaczął grać w piłkę nożną. W domu dziecka otrzymał ksywę "Misza" na podobieństwo w zachowaniu bohatera Miszki Kwakina z książki Arkadija Gajdara "Timur i jego drużyna" - również lubił załazić do ogrodów innych ludzi aby nakraść jabłek.
Po tym, jak ojciec dostał mieszkanie przy ulicy Awtozawodskiej, Pozuelo poszedł do Szkoły Piłkarskiej Torpedo Moskwa, a w 1960 roku zadebiutował w pierwszej drużynie Torpeda. W połowie sezonu 1964 roku zmienił klub na Spartak Sowietow Moskwa, a w 1965 przeszedł do Zenitu Leningrad, ale przykry wypadek przeszkodził jego dalszej karierze. Po tym, jak piłkarz Spartaka Moskwa Jurij Siewidow potrącił członka korespondenta Akademii Nauk ZSRR Dmitrija Ryabczykowa (potem zmarł w szpitalu), zostali ukarani jeszcze 18 innych graczy - najgorszych łamaczy dyscypliny, wśród nich i Pozuelo (w tym tragicznym dniu Pozuelo nadużywał razem z Siewidowym). Wszyscy zostali zdyskwalifikowani do końca życia, a Siewidów skazany na 10 lat więzienia.

## Kariera zawodowa
Potem pracował w ZiŁ, a następnie przy założeniu miasta Krasnokamieńsk w obwodzie czytyjskim, tamże grał przez 6 lat w drużynie Szachtior w lokalnych mistrzostwach. Ożenił się, a w połowie 1970 roku wrócił do Moskwy, gdzie pracował przez 20 lat w zakładzie, równocześnie był szefem departamentu sportu masowego i trenował SK GPZ-21 (1970–1997) oraz zespół weteranów "Rosja" (1993–1996). W 1996 powrócił do Hiszpanii, gdzie trenował dzieci w Szkole Piłkarskiej w Velilla de San Antonio.

## Sukcesy i odznaczenia

### Sukcesy klubowe
- wicemistrz Mistrzostw ZSRR: 1961
- finalista Pucharu ZSRR: 1961

### Odznaczenia
- tytuł Mistrza Sportu ZSRR: 1963